# Міста Казахстану
Нижче наведений список усіх міст Казахстану. У дужках зазначені колишні назви міст.

## А
- Абай
- Акколь
- Аксай
- Аксу
- Актау
- Актобе
- Алга
- Алмати
- Алтай
- Арал
- Арись
- Аркалик
- Астана
- Атбасар
- Атирау
- Аягоз

## Б
- Байконир
- Балхаш
- Булаєво

## Д
- Державінськ

## Е
- Екібастуз
- Емба

## Є
- Єрейментау
- Єсік
- Єсіль

## Ж
- Жанаозен
- Жанатас
- Жаркент
- Жезказган
- Жем
- Жетисай
- Житікара

## З
- Зайсан

## К
- Казалінськ
- Кандиагаш
- Капчагай
- Караганда
- Каражал
- Каратау
- Каркаралінськ
- Каскелен
- Кентау
- Кизилорда
- Кокшетау
- Костанай
- Кульсари
- Курчатов

## Л
- Ленґер
- Лісаковськ

## М
- Макінськ
- Мамлютка

## П
- Павлодар
- Петропавловськ
- Приозерськ

## Р
- Ріддер
- Рудний

## С
- Сарань
- Сариагаш
- Сарканд
- Сатпаєв
- Семей
- Сергєєвка
- Серєбрянськ
- Степногорськ
- Степняк

## Т
- Тайинша
- Талгар
- Талдикорган
- Тараз
- Текелі
- Темір
- Темиртау
- Туркестан

## У
- Уральськ
- Усть-Каменогорськ
- Ушарал
- Уштобе

## Ф
- Форт-Шевченко

## Х
- Хромтау

## Ш
- Шалкар
- Шар
- Шардара
- Шахтинськ
- Шемонаїха
- Шимкент
- Шу (Чу)

## Щ
- Щучинськ